# 神經重症學
神經重症（Neurocritical care or neurointensive care）是急診醫學、神經內科、神經外科和重症科的一門跨學科醫療學科。這類病人主要寄主在神經重症加護病房裡。常见的神经重症疾病主要为急性重度颅脑创伤、癲癇重積狀態、脑梗死、颅内出血、颅内感染（脑炎）、各种原因所致的颅内压增高和神经肌肉疾病等。除了管理神經方面的重症問題外，神經重症專家也處理這類疾病所引發的其他問題，比如高血壓、肺炎、呼吸機管理等等。在神經重症學科尚未普及前，這方面的病人主要是由神经外科、神经内科医师和重症监护医师一同管理。20世纪80年代隨著神经重症监护病房（NICUs）的開始出現，這門學科也逐漸開始行成，現在的神經重症加護室主要是由神經重症醫師、神經外科、影像診斷醫生、藥劑師和神經重症加護護士一同管理。神經重症協會於2002年在舊金山成立。宗旨在與推廣這學科的普及化、提升病人的管理素質、研究、學術和教育。

## 外部連結
- Neurocritical Care Society （神經重症學會） （页面存档备份，存于）